# Balúčistánská osvobozenecká fronta
Balúčistánská osvobozenecká fronta (BLF) (anglicky Balochistan Liberation Front) je politická fronta a militantní skupina, kterou založil Jumma Khan Marri v roce 1964 v Damašku a hrála důležitou roli v letech 1968–1980 při povstání v pákistánském Balúčistánu a íránském Balúčistánu. BLF byla podporována od vedení arabských nacionalistů.

## Historie
Mezi lety 1968 a 1973 byla BLF podporována Irákem při vzpouře v íránském Balúčistánu. Irák omezil svoji podporu poté, co špičky íránského Balúčistánu sjednali dohodu s dynastií Pahlaví. Irák si ponechal těsné spojení s íránskými a centrálními Balúči. V roce 1973 podporoval Irák Balúčistánskou osvobozeneckou frontu při vzpouře ve Středním Balúčistánu. Ve stejném roce pákistánské úřady objevily zbraně na irácké ambasádě v Islamabádu určené pro použití BLF v Balúčistánu. Pákistánský předseda vlády Zulfikár Alí Bhutto odmítl provinční vládu Balúčistánu. Tento krok urazil BLF, která odpověděla útokem na konvoje pákistánské armády. Balúčistán vstoupil do vzpoury a Pákistán do Balušského regionu přemístil 80 tisíc vojáků.
V roce 1974 zahájila pákistánská armáda velikou operaci v Balúčistánu. Ozbrojenci uprchli do Afghánistánu, kde Irák a Sovětský svaz pomohl BLF reorganizovat.